# 2004 en escrime
Cet article présente les faits marquants de l'année 2004 en escrime.

## Évènements

### Jeux olympiques et paralympiques
- Escrime aux Jeux olympiques d'été de 2004
- Escrime aux Jeux paralympiques d'été de 2004